# Big Band Bossa Nova (álbum de Quincy Jones)
| Críticas profissionais | Críticas profissionais |
| Avaliações da crítica  | Avaliações da crítica  |
| Fonte                  | Avaliação              |
| ---------------------- | ---------------------- |
| Allmusic               | [ 1 ]                  |

Big Band Bossa Nova é um álbum de jazz, samba e bossa nova de Quincy Jones e sua banda, lançado em 1962.

## Faixas
| #  | Título da Faixa                                 | Compositor(es)                           | Duração |
| -- | ----------------------------------------------- | ---------------------------------------- | ------- |
| 1  | "Soul Bossa Nova"                               | Quincy Jones                             | 2:44    |
| 2  | "Boogie Stop Shuffle"                           | Charles Mingus                           | 2:41    |
| 3  | "Desafinado"                                    | Antônio Carlos Jobim, Newton Mendonça    | 2:53    |
| 4  | "Manhã de Carnaval (Morning Of The Carnival)"   | Luiz Bonfá, Antonio Maria                | 2:55    |
| 5  | "Se É Tarde Me Perdoa (Forgive Me If I'm Late)" | Ronaldo Bôscoli, Carlos Lyra             | 4:21    |
| 6  | "On the Street Where You Live"                  | Frederick Loewe, Alan Jay Lerner         | 2:32    |
| 7  | "One Note Samba (Samba De Uma Nota So)"         | Antônio Carlos Jobim, Newton Mendonça    | 2:00    |
| 8  | "Lalo Bossa Nova"                               | Lalo Schifrin                            | 3:12    |
| 9  | "Serenata"                                      | Leroy Anderson, Mitchell Parish          | 3:18    |
| 10 | "Chega de Saudade (No More Blues)"              | Antônio Carlos Jobim, Vinicius de Moraes | 5:30    |
| 11 | "A Taste of Honey"                              | Bobby Scott, Ric Marlow                  | 2:56    |

## Performers
- Quincy Jones  – Condutor, Arranjador
- Phil Woods  – Saxofone alto
- Paul Gonsalves  – Saxofone tenor
- Roland Kirk  – flauta, Flauta contralto
- Jerome Richardson  – flauta, Flauta contralto Madeiras
- Clark Terry  – trompete, flugelhorn
- Julius Watkins  – Trompa
- Alan Raph  – bass trombone
- Lalo Schifrin  – piano
- Jim Hall – guitarra
- Chris White  – Contrabaixo
- Rudy Collins  – Baterias
- Jack Del Rio  – percussion
- Carlos Gomez  – percussão
- Jose Paula  – percussão